# Consejo Olímpico Nacional de Brunéi Darussalam
El Consejo Olímpico Nacional de Brunéi Darussalam (en malayo: Majlis Olimpik Kebangsaan Negara Brunei Darussalam)  es el ente rector del deporte en Brunéi Darussalam y forma parte del Comité Olímpico Internacional y del Consejo Olímpico de Asia.

## Historia
Fue creado en el año 1984 y es responsable del deporte del programa olímpico de Brunéi Darussalam y de su participación en los Juegos de la Mancomunidad.